# Воробьёв, Борис Иванович
Борис Иванович Воробьёв (16 марта 1928 — 11 февраля 2021) — советский и российский учёный-кардиолог, доктор медицинских наук (1963), профессор (1966). Заслуженный деятель науки РСФСР (1989).

## Биография
Родился 16 марта 1928 года в Уфе в семье врачей, его отец — Иван Васильевич Воробьёв был профессором-ревматологом. Позже семья переехала в Томск. В 1944 году закончил Томскую среднюю школу.
В 1949 году окончил Томский медицинский институт. С первого курса увлёкся нормальной, а потом и патологической анатомией, работал в кружках на кафедре нормальной анатомии у академика Д. А. Жданова, а затем на кафедре патологической анатомии у академика И. В. Торопцева. В 1953 году под руководством профессора Д. Д. Яблокова защитил кандидатскую диссертацию. С 1953 по 1956 годы — главный терапевт Томского областного медико-санитарного отдела.
С 1956 по 1963 год работал ассистентом и доцентом на кафедре госпитальной терапии РГМУ. В 1963 году под руководством С. Н. Касаткина в Горьковском медицинском институте защитил докторскую диссертацию. С 1963 по 1998 годы — заведующий кафедрой терапии РГМУ. В 1963 году под руководством Б. И. Воробьёва было открыто отделение по лечению инфаркта миокарда, в данном отделении изучались причины развития различных осложнений и последствий инфаркта миокарда, а также вопросы их лечения. Особенно активно изучались вопросы возникновения кардиогенного шока, нарушений ритма сердца и психозов после инфаркта миокарда. В 1966 году Б. И. Воробьёву было присвоено звание профессора. С 1999 года — профессор кафедры внутренних болезней РГМУ.
Более 20 лет профессор Б. И. Воробьев возглавлял Ростовское областное общество терапевтов, избирался членом Правления обществ терапевтов и кардиологов СССР и России и членом редсовета журнала «Терапевтический архив». Уделяя особое внимание развитию экстренной кардиологической помощи, профессор Б. И. Воробьёв стал инициатором и организатором первых специализированных бригад скорой помощи и «инфарктных отделений» в Ростове-на-Дону, без которых сегодня просто немыслима кардиологическая служба. Благодаря его высокому авторитету в 70-е годы в жизнь Ростова и области прочно вошло словосочетание «клиника Воробьёва». Б. И. Воробьёв уделял и уделяет большое внимание подготовке научно-педагогических кадров для здравоохранения. Под его руководством защищено 45 кандидатских и докторских диссертаций. Из числа его диссертантов выросла плеяда преподавателей высшей школы, 6 из которых стали профессорами, заведующими кафедрами — Л. И. Кательницкая, Э. Д. Бровкович, А. А. Кастанаян, Ю. В. Шатохин, С. В. Воробьев, Н. Ю. Неласов.

## Награды
- Заслуженный деятель науки РСФСР (1989)

## Память
- С 2013 года в честь Б. И. Воробьёва в РГМУ ежегодно проводится научно-практическая конференция студентов и молодых учёных «Воробьёвские чтения».